# Chancay (distrito)

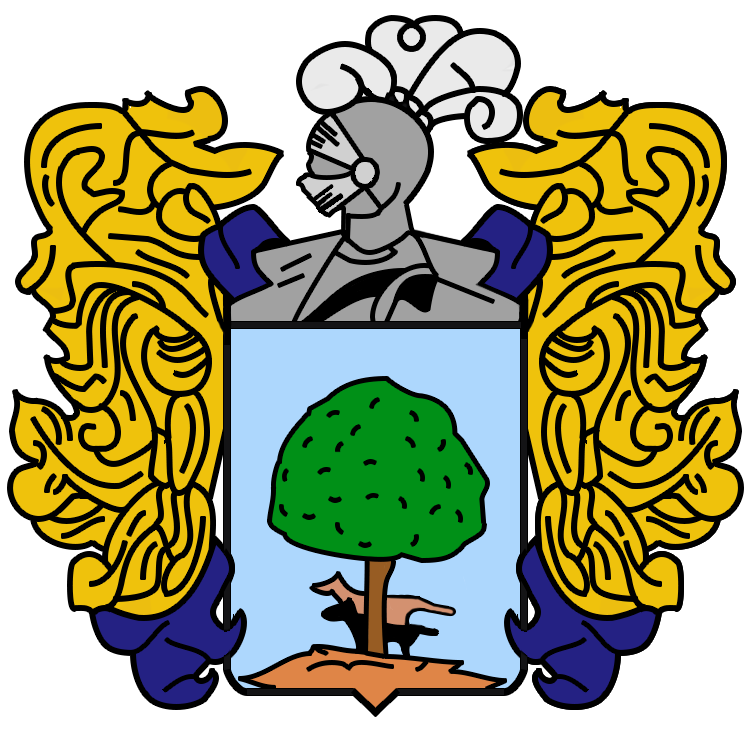
Escudo de Chancay

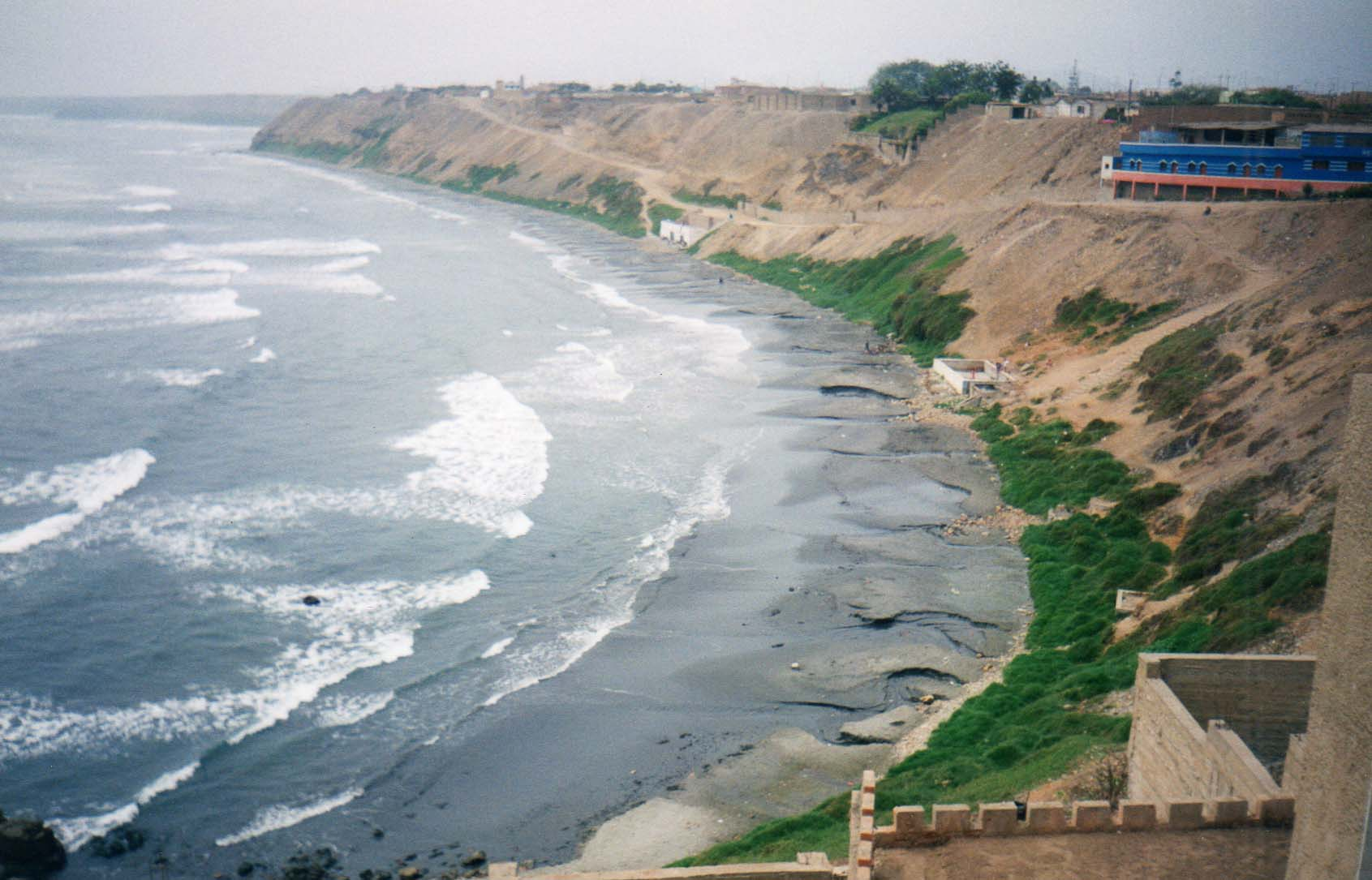
Litoral de Chancay

O Distrito peruano de Chancay é um doze distritos que formam a província de Huaral, pertencente a departamento de Lima, na zona central do Peru,
Chancay  possui uma população de 49 932 habitantes (estimativa 2007) e uma área de 150,11 km², perfazendo uma densidade demográfica de 332,64 hab./km².

## História
O então Libertador José de San Martín, baixou o reglamento de 1821, crea o distrito de Chancay.

## Alcaldes
- 2007-2018: Juan Alvarez Andrade.

## Festas
- Junho: São Pedro
- Outubro: Senhor dos Milagres
- Dezembro: Imaculada Conceição

## Transporte
O distrito de Chancay é servido pela seguinte rodovia:
- PE-1N, que liga o distrito de Aguas Verdes (Região de Tumbes) - Ponte Huaquillas/Aguas Verdes (Fronteira Equador-Peru) - e a rodovia equatoriana E50 - à cidade de Lima (Província de Lima)
- PE-1NB, que liga o distrito à cidade de Huaral
- PE-1ND, anel rodoviário da cidade.[1][2][3]